# Bezirk Boquete

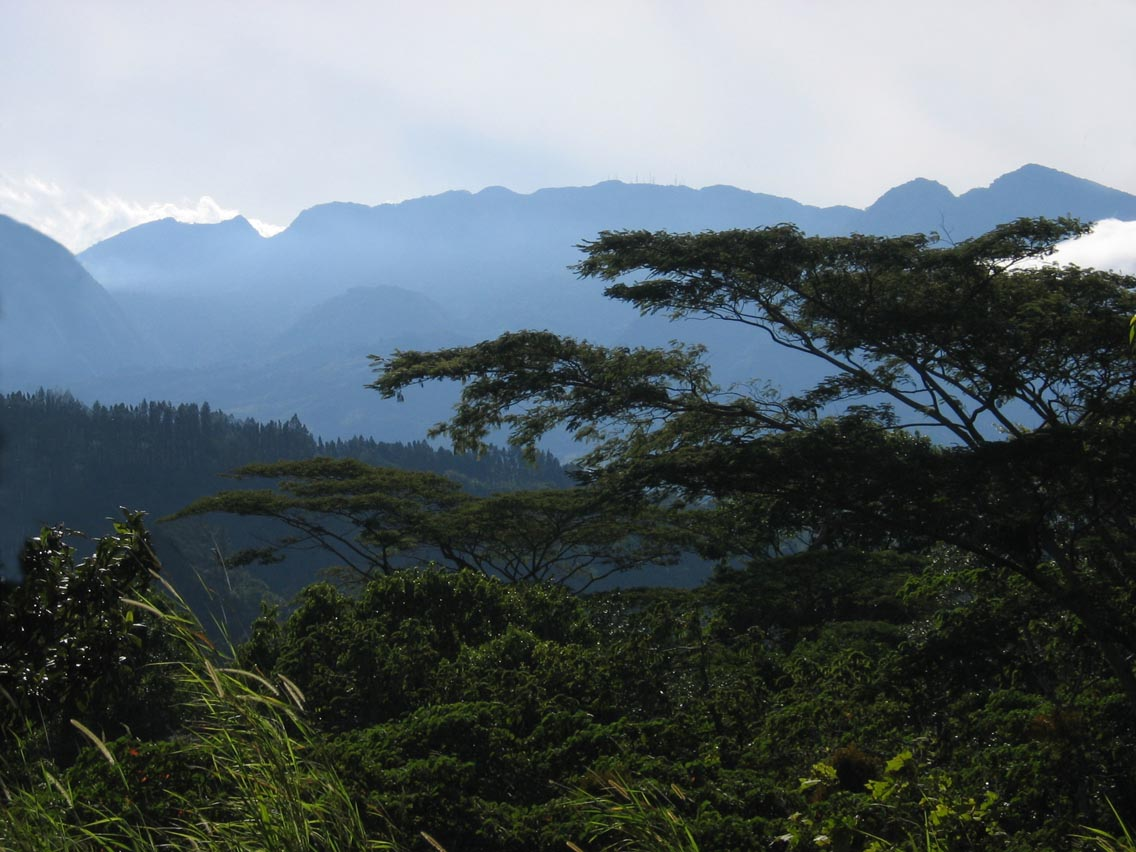
Boquete

Der Bezirk Boquete liegt in der Provinz Chiriquí in Panama. Seine Hauptstadt ist Bajo Boquete. Der Bezirk hatte laut Zählung im Jahr 2023 23.562 Einwohner und erstreckt sich auf 488,4 km².
Das Hochland im Bezirk Boquete ist vulkanischen Ursprungs und erreicht eine Höhe bis zu 3000 Metern im Norden und bis zu 800 Metern im Süden. Die höchsten Gipfel sind Cerro Palo Alto, Pianista, India Vieja und Estrella.
Der fast schon legendäre, anspruchsvolle Quetzal-Trail verbindet von hier zwei parallele Täler, in denen zum einen Bajo Boquete, zum anderen Cerro Punta liegt. Gut 2500 Wanderer haben 2002 diese Tour unternommen; über 80 % davon waren Panamaer. Wie der Name nahelegt, besteht hier die Chance, im Nebelwald auf den berühmten Quetzalvogel zu stoßen.
Nach Plänen der Regierung sollen nun beide Täler über eine Straße verbunden werden. Das offizielle Ziel ist die Förderung des Tourismus. 
Die Naturliebhaber der Umgebung haben Mitte August 2003 über 60.000 Unterschriften gegen dieses Projekt gesammelt, denn der bisher unberührte Nebelwald ist eines der wenigen Rückzugsgebiete des Quetzals und damit eine der Hauptattraktionen der Gegend.
In der Nähe von Bajo Boquete, im Örtchen Caldera, etwa 15 Minuten südlich auf der Straße nach Davíd, befinden sich die natürlichen heißen Quellen Las Salinas. Sie sind in Privatbesitz, können aber gegen einen kleinen Beitrag besucht werden. Direkt daneben fließt der kühle Fluss Caldera, der den Bezirk durchzieht.
Der Volcán Barú (3475 m über dem Meeresspiegel) liegt ebenso in der Region wie der Nationalpark Parque Internacional La Amistad.

## Gliederung
Der Bezirk Boquete ist administrativ in folgende Corregimientos unterteilt:
- Bajo Boquete
- Alto Boquete
- Caldera
- Jaramillo
- Los Naranjos
- Palmira